# Hockey Club Berne
Le HC Berne est un club de hockey sur glace qui était basé à Berne, en Suisse. Il a remporté trois titres de champion de Suisse.

## Palmarès
- Championnat national
  - Champion (3) : 1916, 1917, 1918